# Шотландский терьер
Шотландский терьер, или скотчтерьер (англ. scottish terrier), — порода собак, выведенная в Шотландии.
Собака используется для охоты на лисицу, барсука и многих норных животных. В Шотландии существует множество пород терьеров, но именно эта получила название шотландской благодаря капитану Г. Муррею и С. Э. Ширли, работавшим над совершенствованием породы. Направленное развитие ведется с начала XIX века. Стандарт был принят в Великобритании в 1883 году. Порода распространена почти во всём мире.

## Описание

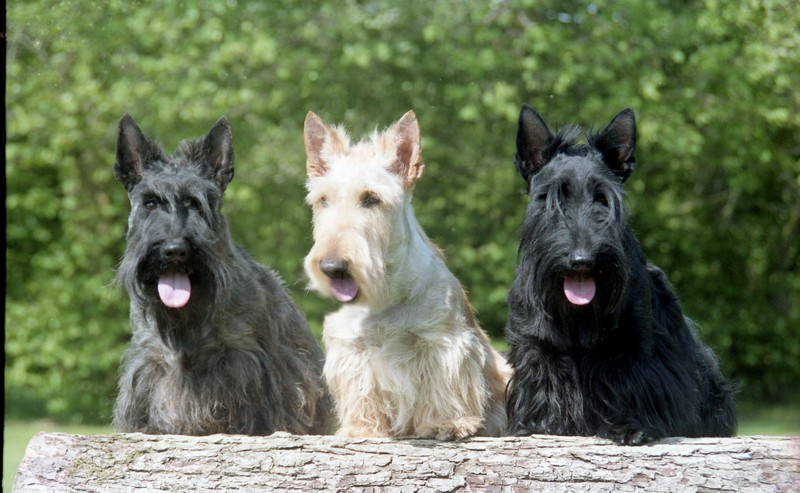
Шотландские терьеры разных окрасов

Шотландский терьер - низкорослая собака для работы в норе, несмотря на короткие ноги, они активные и ловкие.
Голова длинная, но пропорциональная. Череп и морда одинаковой длины. Череп плоский и широкий, выражен переход ото лба к морде. Нос круглой формы, чёрного цвета. Зубы длинные, прикус ножницеобразный. Глаза миндалевидные, карие, посажены широко и глубоко. Уши тонкие, заостренные, расположены высоко, не очень близко друг к другу.
Шея эффектная и мускулистая, линия верха прямая, спина достаточно короткая и сильная. Грудь широкая, ребра округлые, отведенные назад. Хвост средней длины, сужается к концу, поставлен вертикально, может быть немного изогнут.
Плечи длинные и скошенные, ноги прямые. Бедра глубокие, плюсны короткие и крепкие. Задние лапы слегка меньше передних. Движения шотландского терьера плавные и свободные.
Шерсть длинная и плотно прилегающая, двойная: подшёрсток густой и мягкий, покровной волос жесткий и густой, похож на проволоку. Шерсть хорошо защищает собаку от непогоды. Окрас чёрный, пшеничный или тигровый.
Рост 25-28 см, а вес 8,5-10,5 кг.

## Характер

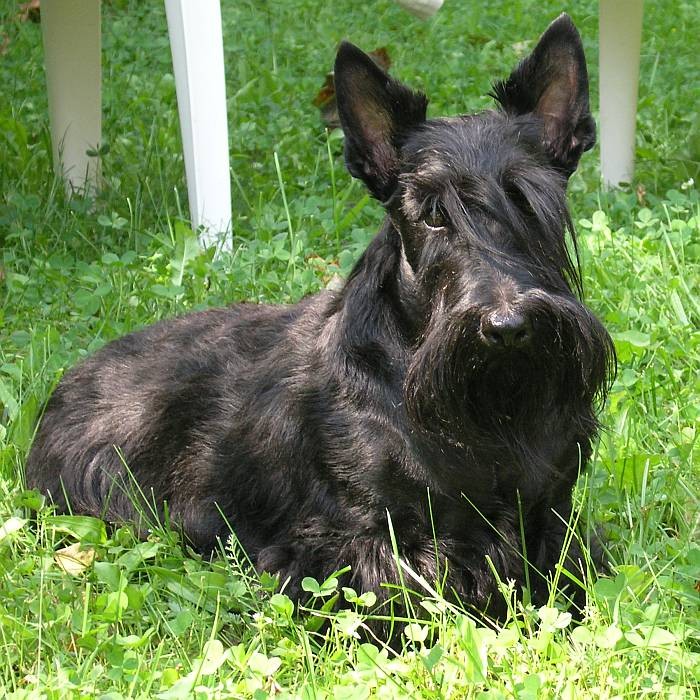

Скотчтерьер — симпатичная, живая, выносливая собака с решительным и настойчивым характером. Многие считают, что скотчтерьеры очень гордые и упрямые собаки с собственным внутренним миром и потребностями. Однако эти терьеры очень нуждаются в любви хозяев.
Шотландских терьеров часто называют «большая собака в маленькой упаковке», потому что, несмотря на маленький рост, у них очень мощные зубы и шея. Они очень хорошо обучаются, не лают без повода, хотя могут постоять за себя. Обладают огромным запасом сил и энергии, отлично приспосабливаются к жизни в городе и деревне. Шерсть хорошо защищает в любую погоду. Нуждается в регулярных физических нагрузках и длительных прогулках.

## Здоровье
Терьеры предрасположены ко многим раковым заболеваниям (особенно рак крови, желудка и некоторые другие). Исследования показали, что раком чаще всего заболевают суки старше 11 лет. В среднем терьеры живут до 13 лет.

## Известные скотчтерьеры
Скотчтерьеры по имени Клякса были постоянными напарниками клоуна Карандаша на манеже цирка. Шотландских терьеров держали президенты США Рузвельт и Буш-младший. Двух скотчтерьеров воспитывала Ева Браун. Щен был любимцем Маяковского. Чёрный скотчтерьер и белый вест-хайленд-уайт-терьер используются как символ виски.

## Галерея

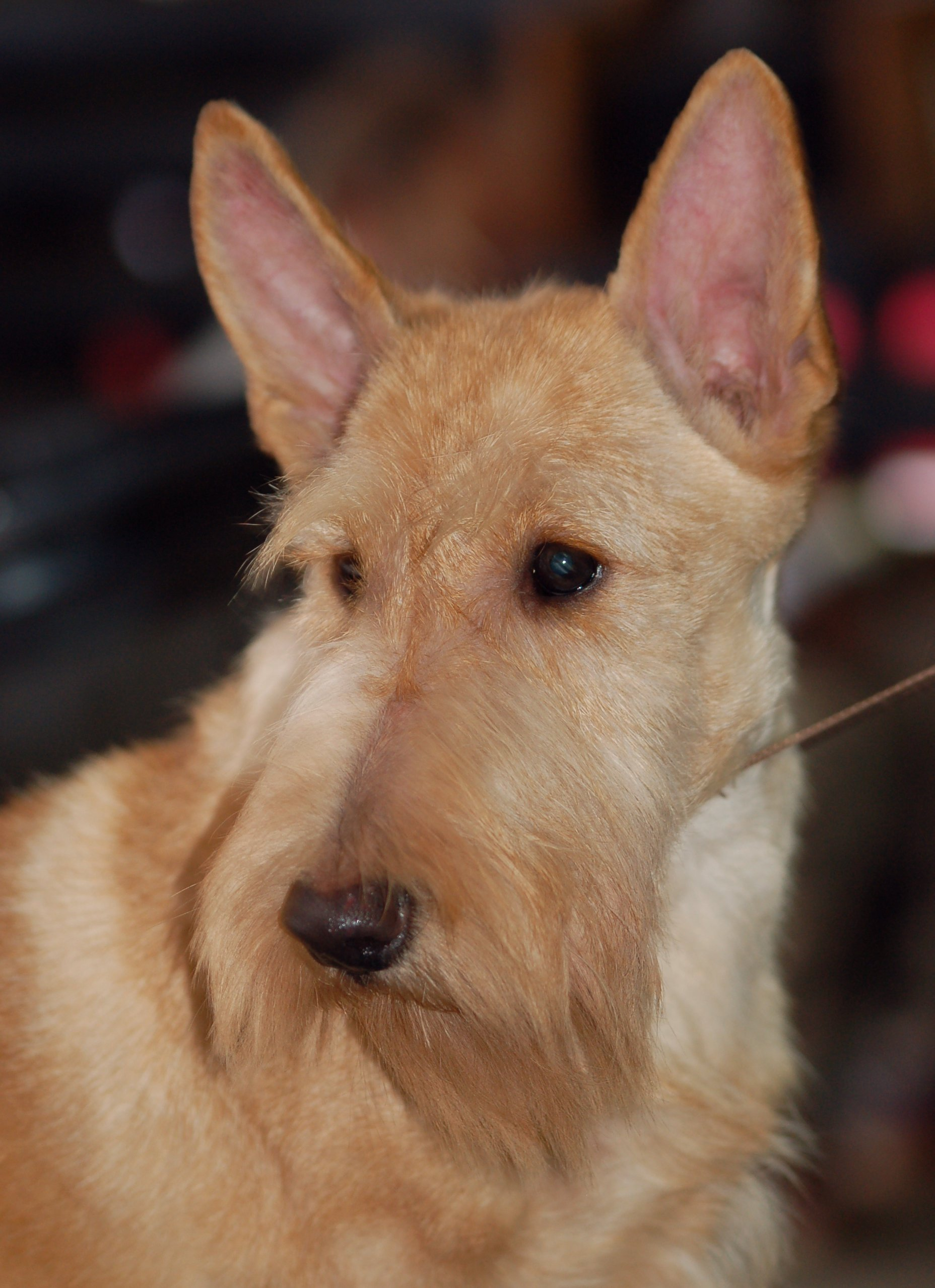
Пшеничный скотчтерьер
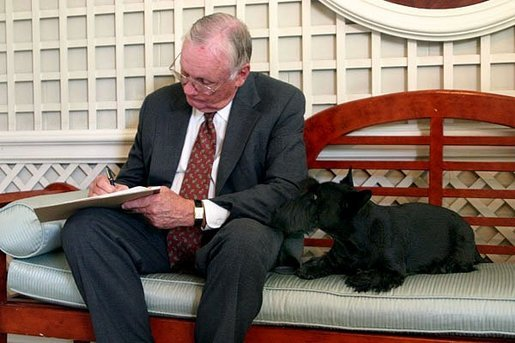
Нил Армстронг со скотчтерьером Дж. Буша-младшего
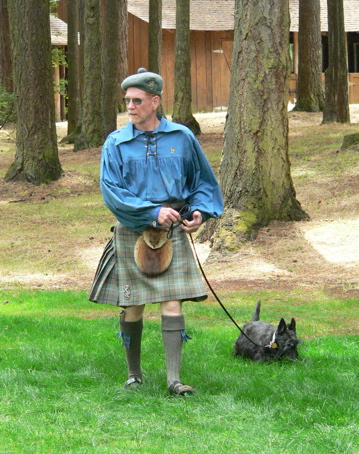
Шотландец со скотчтерьером